# Hans Ulrich Grubenmann
Hans Ulrich Grubenmann (Teufen, 23 giugno 1709 – Teufen, 22 gennaio 1783) è stato un ingegnere svizzero.

## Biografia
Portò al culmine l'arte della costruzione di ponti in legno. Tra le sue realizzazioni sono da ricordare il ponte sul Reno presso Sciaffusa, costruito tra il 1756 e il 1758 che rappresenta il più lungo ponte del tempo, attraversando il fiume con una luce di circa 120 m in una sola arcata. A lui si devono anche il ponte sulla Limmat presso Wettingen, artistica costruzione ad arco di circa 60 m di luce, costruito nel 1764 e le chiese di Wädenswil, realizzata tra il 1764 e il 1767, di Mollis, eretta nel 1761, e di Mühlehorn, eretta nel 1759-1761.